# Rubber Soul
Rubber Soul es el sexto álbum de estudio de la banda de rock The Beatles, lanzado al mercado por Parlophone el 3 de diciembre de 1965. Producido por George Martin, fue grabado en solo cuatro semanas para así poder aprovechar el mercado navideño. A diferencia de sus cinco álbumes anteriores, Rubber Soul fue el primero en ser grabado por sus autores durante un periodo específico concreto, sin ser interrumpido por giras musicales o proyectos fílmicos entre las sesiones de grabación del álbum.
El álbum fue descrito como un logro artístico importante de la banda, teniendo un amplio éxito comercial y de crítica, y haciendo que los encargados de la reseña tomasen nota de la visión musical que The Beatles iban desarrollando.
La edición original británica reflejaba la influencia del «soul» que mostraba el título de la portada del álbum. El listado de canciones cambiaba en la edición estadounidense, que incluía dos canciones acústicas provenientes del disco anterior británico Help!, dando a la versión americana una impronta de folk rock que los críticos atribuían a The Byrds y Bob Dylan.
Rubber Soul es a menudo citado como uno de los mejores álbumes en la historia de la música popular. En 2001, la cadena de música por cable VH1 lo colocó en el número 6 de entre los mejores 100 de la historia. En noviembre de 2003, la revista Rolling Stone lo colocó en el puesto 5 de su lista de los 500 mejores álbumes de todos los tiempos. A excepción del álbum británico A Hard Day's Night (con todas las canciones compuestas por Lennon-McCartney), este es el primer álbum de The Beatles (tanto en el Reino Unido como en los Estados Unidos) en que solo contenía temas compuestos por la banda.

## Antecedentes

The Beatles en 1965, durante el rodaje de la película Help!.

Tras tres agitantes años de Beatlemanía en el Reino Unido, y dos en los Estados Unidos, The Beatles estaban exhaustos de las giras, las entrevistas y los programas de radio y televisión a los cuales eran invitados. En 1964, The Beatles conocieron a Bob Dylan, con quien cada miembro estrechó una amistad —especialmente John Lennon y George Harrison -. Su influencia se hizo notar en las posteriores composiciones de la banda, cuyas letras comenzaban a ser más pesimistas y exploraban temas más introspectivos, como era característico en Dylan. También fue notable la influencia en su musicalidad, que fue adquiriendo un sonido más folk.
A principios de 1965, el grupo comenzó la grabación de su quinto álbum de estudio titulado Help!. Durante las sesiones, comenzaron a explorar otras maneras de grabar su música, tal es el caso de «Yesterday» —escrita por Paul McCartney— en la que se utilizó un cuarteto de cuerdas en la instrumentación y que solo contó con la participación de McCartney, mientras que los demás miembros de la banda no colaboraron en la grabación. También comenzaron a recurrir al apoyo de los músicos de sesión, como en «You've Got to Hide Your Love Away», en la que el músico independiente John Scott tocó la flauta en la parte final de la canción.
En agosto de 1965, The Beatles comenzaron lo que sería su segunda gira estadounidense —en la que se llevó a cabo el famoso concierto del Shea Stadium. A pesar del éxito, los miembros del grupo estaban cansados de los gritos de los fanes en los conciertos, que hacían que la misma banda no pudiera oír su música y por lo tanto no conocer su progreso musical. Tras la gira, la banda se dio un descanso de un mes, periodo en el cual nació el primer hijo de Ringo Starr y en el que Lennon celebró su vigésimo quinto cumpleaños.

## Grabación

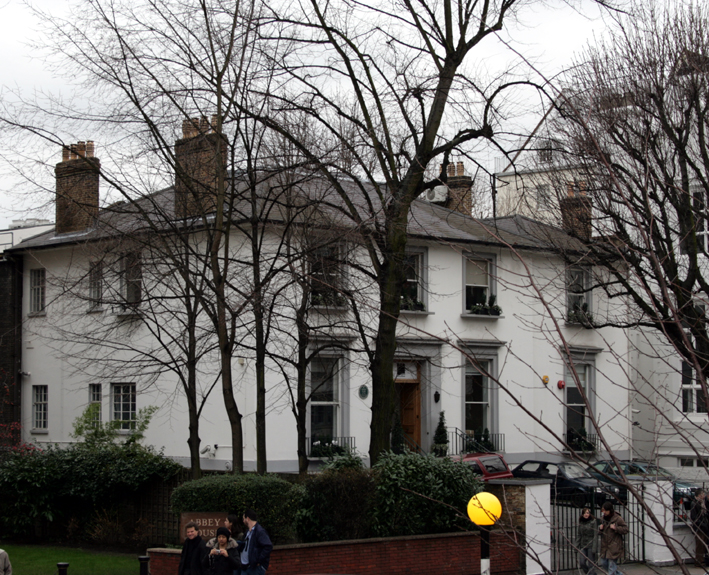
Fotografía de los Estudios EMI (posteriores Abbey Road Studios; aquí en 2007, aprox.), sitio donde se grabó Rubber Soul en 1965.

Se impuso una fecha límite para completar el nuevo álbum, con el fin de que este fuera publicado cara a la Navidad de 1965 y así aprovechar el mercado navideño. Para la grabación de Rubber Soul, los Estudios EMI ―conocidos como Abbey Road Studios desde 1970― utilizaron máquinas de grabación de cuatro pistas, con lo cual fue posible grabar en cada pista múltiples sonidos, y así posteriormente poder unirlos y formar una sola grabación con todos los sonidos.
The Beatles se reunieron para comenzar la grabación del álbum en los Estudios EMI el 12 de octubre de 1965. La primera sesión del día se llevó a cabo entre las 14:30 y las 19:00, periodo en el que se grabaron cinco tomas de la canción «Run For Your Life», de las cuales, la quinta fue la única completada. En esta toma se grabaron la guitarra acústica, el bajo eléctrico, la guitarra eléctrica, la batería y la pandereta. Posteriormente se añadieron overdubs con la voz líder y los coros, al igual que las guitarras eléctricas de Lennon y Harrison.
Durante la segunda sesión del día, entre las 19:00 y las 23:30, se trabajó en una primera versión de «Norwegian Wood (This Bird Has Flown)», que en ese momento se llamaba simplemente «This Bird Has Flown».
Se realizó una sola toma de la canción, que constaba de la guitarra acústica Gibson Jumbo tocada por Lennon, el sitar de Harrison, el bajo eléctrico de McCartney y unos crótalos tocados por Starr.
Sin embargo, la banda quedó insatisfecha con esta versión y la descartó, siendo publicada en 1996 en el álbum recopilatorio Anthology 2.
El día siguiente, los miembros se volvieron a reunir para comenzar la grabación de «Drive My Car», la canción que abre el álbum. Fue grabada entre las 19:00 y las 24:15, lo que la convirtió en la primera sesión de grabación del grupo que se extendía hasta pasada la medianoche.
Se realizaron cuatro tomas de la parte instrumental de la canción, siendo la última la única completada, y a la cual se le agregaron overdubs con las partes vocales, el intro de guitarra tocado por McCartney y un cencerro.
El grupo regresó a los estudios el 16 de octubre, para grabar la pista rítmica de «If I Needed Someone» ―la primera de las dos composiciones de Harrison en Rubber Soul―. Dos días después grabaron la segunda pista, que se llenó con la voz de Harrison y los coros de McCartney. En la tercera se grabó una segunda parte de la voz de Harrison, y Lennon añadió más coros. En la cuarta pista se colocó la guitarra de 12 cuerdas Rickenbacker y la pandereta de Starr. Completada la canción, la banda comenzó a trabajar en «In My Life» ―una de las mejores canciones del álbum y de The Beatles―
ese mismo día.
Se necesitaron tres tomas para completar la pista rítmica, que contenía el bajo eléctrico, la batería, la guitarra líder ejecutada por Harrison y la Epiphone Casino de Lennon. Lennon añadió su voz en la segunda pista, junto con las armonías de McCartney. En la tercera pista se grabó una segunda parte de la voz de Lennon, más los coros de McCartney y Harrison.
Posteriormente se añadiría en la cuarta pista[cita requerida] un solo de piano tocado por George Martin, productor de la banda.

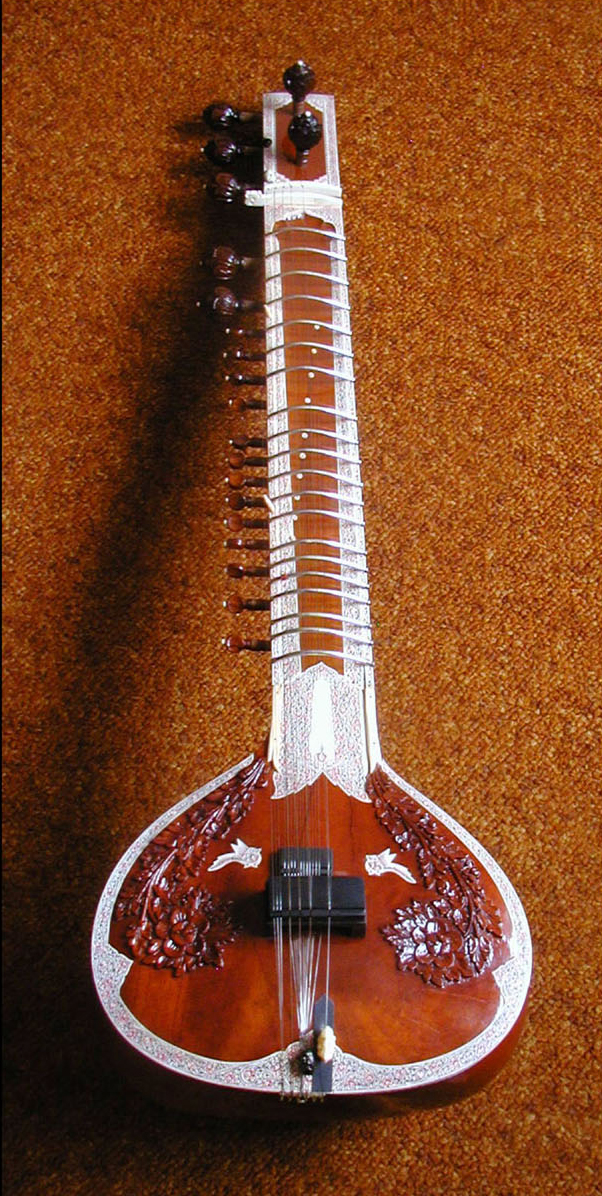
Fotografía de un sitar, instrumento de la India tocado por Harrison en «Norwegian Wood».

El 21 de octubre, The Beatles volvieron a trabajar en «Norwegian Wood», desde las 14:30 hasta la medianoche. Grabaron tres tomas de la pista rítmica, decidiendo que la última era la mejor. Las partes rítmicas del tema fueron grabadas en dos pistas: la guitarra acústica Gibson Jumbo ejecutada por Lennon y la batería de Starr ocuparon la primera, mientras que el bajo eléctrico de McCartney y la guitarra acústica de Harrison la segunda. La melodía del sitar, tocado por Harrison, fue grabada en una tercera pista. La canción fue completada con la adición de la voz de Lennon, las armonías de McCartney, y la pandereta de Starr en la cuarta pista.
En 1970, Lennon explicó como surgió la idea de colocar un sitar en la canción:

George acababa de conseguir un sitar y le pregunté: «¿Podrías tocarlo?». Realizamos muchas versiones de la canción, pero nunca quedaba como queríamos. (...) George aún no sabía tocarlo muy bien, pero estuvo dispuesto a mejorar (...) aprendió su parte y la grabó después.
John Lennon

En este mismo día, comenzaron un primer intento para grabar el tema «Nowhere Man», realizando dos tomas de la canción. Esta primera versión contenía un falso principio y una introducción de guitarra eléctrica al igual que una sola armonía vocal, pero fue descartada y la canción fue reelaborada un día después.
La sesión del 22 de octubre comenzó a las 10:30 a. m., con el productor George Martin grabando su parte del solo de piano para «In My Life». Martin descubrió que no podía coincidir con el tempo de la canción al querer tocar en el estilo barroco que se deseaba; para solucionar el problema concibió la idea de grabar el solo de piano con la cinta a mitad de velocidad. Al ser reproducida la cinta a su velocidad normal durante las mezcla, el sonido daba la ilusión de ser un clavicordio. Durante la tarde, The Beatles volvieron a trabajar en «Nowhere Man», siendo necesario realizar tres tomas para perfeccionar la pista rítmica, a la cual se le añadieron overdubs horas después. La pista rítmica contenía el bajo eléctrico de McCartney, la batería, y la guitarra acústica Gibson Jumbo tocada por Lennon. Las tres pistas faltantes fueron grabadas durante la noche. Lennon, McCartney y Harrison cantaron las voces ―con Lennon como líder― para llenar las pistas dos y tres (dándole el efecto de una voz doblada a cada una). La canción se completó con las partes de guitarra eléctrica tocadas simultáneamente por Lennon y Harrison.
Dos días después se grabó una primera versión de «I'm Looking Through You», sin embargo el grupo no quedó satisfecho con los resultados y grabaría otras dos versiones días después.
La primera versión se puede encontrar en el álbum de 1996 Anthology 2, la cual es más acústica que la utilizada en Rubber Soul.
El lunes 25 de octubre se llevó a cabo la mezcla de todas las canciones para Rubber Soul que se habían grabado hasta ese entonces (a excepción de «Run For Your Life»), sin la presencia del grupo.
La banda regresó al estudio hasta el 3 de noviembre, para comenzar la grabación del tema «Michelle». Se programaron dos sesiones que duraban todo el día.
De acuerdo con el escritor Ian MacDonald, la canción fue tocada e interpretada en su totalidad por McCartney utilizando overdubs. También afirma que McCartney pudo haber incluso cantado las partes vocales de acompañamiento y tocar la batería.
Un día después grabaron «What Goes On», una de las primeras canciones escritas por Lennon, y que reelaboró con la ayuda de Paul McCartney y Ringo Starr ―convirtiéndose en la primera canción en la que participa Starr (Richard Starkey) como coautor―. La canción fue grabada durante la madrugada con Starr como cantante. El 8 de noviembre, la banda comenzó a grabar una segunda canción de Harrison, «Think For Yourself», bajo el título de trabajo de «Won't Be There With You», en una sesión que duró seis horas.
La pista rítmica fue grabada en una sola toma, que contenía el bajo eléctrico, la batería, la guitarra, y el piano eléctrico.
Posteriormente se completaría con la inclusión de overdubs con las tres armonías vocales, la pandereta y las maracas. Lo más notable en la canción fue la inclusión de un segundo bajo eléctrico ejecutado por McCartney, que tenía un efecto de distorsión (fuzz). Harrison lo explicó más tarde,

Paul usó un pedal de distorsión en su bajo para «Think For Yourself». Cuando Phil Spector hizo «Zip-a-Dee-Doo-Dah», saturó el sonido del micrófono de la guitarra y este quedó muy distorsionado (...) Algunos años más tarde, todo el mundo empezó a tratar de copiar el sonido y por eso inventó el pedal de distorsión. Tuvimos uno y tratamos de usarlo en el bajo y me pareció muy bueno el sonido.
George Harrison

Al día siguiente ―sin la presencia de The Beatles― se realizó la mezcla de las nuevas canciones grabadas más la de «Run For Your Life».
El 10 de noviembre el grupo se dedicó a grabar «The Word», extendiéndose hasta la madrugada del día siguiente. Se realizaron tres tomas para perfeccionar la pista rítmica, que constaba del piano (un Steinway), la batería, y la guitarra rítmica. Finalmente se grabó la segunda pista con la voz de Lennon y los coros de McCartney y Harrison. La tercera pista contenía de nuevo la voz de Lennon (para dar el efecto de voz doblada), nuevos coros, así como las maracas y el armonio tocado por Martin. Durante la madrugada del 11 de noviembre, comenzó la grabación de «I'm Looking Through You», grabando solo la pista rítmica.[cita requerida] Sería terminada hasta la noche del día siguiente ―la última sesión de Rubber Soul―.[cita requerida]
El último día de grabación fue muy ocupado, completando cuatro canciones mientras otras más eran mezcladas. En la tarde, Martin mezcló en sonido mono y estéreo «The Word». Unas horas más tarde, The Beatles llegaron al estudio para grabar «You Won't See Me», realizando dos tomas para la pista rítmica. Se le añadirían overdubs con la voz de McCartney y el órgano Hammond tocado por Mal Evans. La segunda canción trabajada fue «Girl», siendo necesarias dos tomas para la pista rítmica, que contenía las guitarras acústicas de Lennon y Harrison, el bajo eléctrico de McCartney y la batería de Starr. Se utilizaron overdubs con la voz y los coros, al igual que una guitarra de doce cuerdas. Originalmente incluía una sección de guitarra distorsionada tocada por Harrison, pero fue descartada en la mezcla final. La última canción completada fue «I'm Looking Through You» ―cuya mayor parte la banda había trabajado durante la madrugada anterior― con la adición de la voz de McCartney y los aplausos. The Beatles necesitaban una canción más para completar el álbum, así que decidieron incluir la canción «Wait» que inicialmente iba a formar parte del álbum Help! pero quedó descartada en la edición final de este. Fue grabada el 17 de junio de 1965 pero se realizaron algunos arreglos extra durante la última sesión de Rubber Soul. Finalmente la sesión terminó a las 7am de la mañana del 12 de noviembre de 1965. El álbum quedó completado el 15 de noviembre con la mezcla de las canciones faltantes.
En una entrevista en 1971, Lennon dijo sobre las sesiones de grabación de Rubber Soul:

«Nos estábamos volviendo mejores, técnica y musicalmente, eso era todo. Por fin fuimos capaces de dominar el estudio. Al principio, hacíamos lo que se nos decía: ni siquiera sabíamos cómo subir el bajo. Aprendimos las técnicas en Rubber Soul. Fuimos más precisos sobre cómo grabar un disco. Y lo controlamos todo, hasta la portada».

Después de completar el álbum y el sencillo que lo acompañaba, «We Can Work It Out»/«Day Tripper», The Beatles estaban agotados de no parar en años de hacer giras, grabaciones, y trabajos en el cine. Por consiguiente, la banda se tomó una pausa de tres meses durante la primera parte de 1966, utilizando este tiempo libre para explorar nuevas direcciones en su obra musical posterior, poniéndose de manifiesto en su siguiente álbum titulado Revolver.

### Otras canciones grabadas
Durante las sesiones de grabación de Rubber Soul, The Beatles grabaron otras canciones, aunque no estaban pensadas para incluirse en el álbum. Durante la sesión de grabación de «If I Needed Someone», la banda también trabajó en la canción de Lennon-McCartney «Day Tripper», completada en tres tomas. Cuatro días después, se grabó «We Can Work It Out» durante dos sesiones que duraron todo el día, completada hasta el 29 de octubre. Tanto «Day Tripper» como «We Can Work It Out» fueron publicadas como un solo sencillo el mismo día que el álbum, alcanzando el número uno en el Reino Unido.
El 4 de noviembre, en la sesión de «What Goes On», The Beatles grabaron una pista instrumental llamada «12-Bar Original», publicada por primera vez hasta 1996 en Anthology 2. Durante la sesión de «Think For Yourself», la banda dedicó tiempo para grabar la tradicional grabación navideña que la banda enviaba para su club de fanes a través de un flexi disc.

## Estilo musical y temas
De acuerdo con Richie Unterberger de AllMusic, en Rubber Soul «The Beatles y George Martin empezaron a expandir los parámetros de la instrumentación más allá de la convencional para un grupo de rock al usar un sitar en 'Norwegian Wood', los sonidos griegos en las líneas de guitarra de 'Michelle' y 'Girl', el bajo fuzz en 'Think for Yourself', y el solo de piano eléctrico interpretado a la manera de un clavecín en la parte instrumental central de 'In My Life'», y que «Harrison fue también desarrollando una mejor composición en sus dos contribuciones.» Musicalmente, The Beatles ampliaron su sonido sobre todo con influencias provenientes del folk rock contemporáneo de The Byrds y Bob Dylan.
El productor George Martin comentó sobre el álbum, «Realmente, creo que Rubber Soul fue el primer álbum de The Beatles que presentaba unos nuevos Beatles al mundo. Hasta entonces, los álbumes eran más bien recopilaciones de sencillos. Ahora estábamos empezando a pensar en los álbumes como unidades artísticas propias. Y Rubber Soul fue el primero de esta nueva etapa.»
«Drive My Car», la canción que abre el álbum, fue compuesta por McCartney y Lennon en la casa de este último en Webridge. Después de algunas dificultades para escribir la canción, McCartney dijo que fue una de las sesiones de composición «más pegajosas». La letra es la narración de un hombre sobre una mujer que le ofrece la oportunidad de ser su chofer, y aunque ella no tiene un coche «encontró un conductor y eso es un comienzo.» McCartney explicó que la frase «Drive my car» era en el viejo blues un eufemismo sobre el sexo. Durante la época de la grabación, Harrison había estado escuchando la canción «Respect» de Otis Redding, cuya influencia se hizo notar en la pista rítmica de la canción, la cual fue creada por McCartney en estrecha colaboración con Harrison. Con «Norwegian Wood (This Bird Has Flown)», The Beatles ampliaron los recursos instrumentales del rock and roll con la inclusión de un sitar indio ejecutado por Harrison, quien se había interesado en la música tradicional hindú y el sitar a principios de ese mismo año, durante el rodaje de la película Help!. La letra de «Norwegian Wood», escrita por Lennon, muestra de nuevo la clara influencia que Dylan ejerció en las composiciones del grupo. En una entrevista de 1966, McCartney afirmó que la canción se refería a una prostituta.
«You Won't See Me», con 3:22 de duración, se convirtió en la canción más larga que The Beatles habían grabado hasta ese entonces y se destaca de nuevo la influencia de Dylan a la hora de componer, con una letra más compleja y pesimista. Cuenta con la participación del roadie del grupo Mal Evans, que toca el órgano Hammond en la parte final de la canción. La canción habla sobre un chico cuyo amor trata de evitarlo, así que él decide que no la verá más. Compuesta por McCartney, se basa en la tensa relación que vivía con Jane Asher, su pareja de ese entonces. De acuerdo con AllMusic, «Nowhere Man» fue quizás la primera canción de The Beatles en ir más allá de un tema romántico. Escrita e interpretada por Lennon, la canción cuenta con elaboradas armonías vocales realizadas por McCartney y Harrison, quien ejecutó una guitarra Fender Stratocaster, en uno de los primeros usos de este modelo en una grabación del grupo. Durante una entrevista de 1980, Lennon describió cómo compuso la canción, diciendo, «Me había pasado cinco horas aquella mañana intentando componer una canción llena de sentido, que fuera buena, hasta que lo dejé y me tumbé. Y al tumbarme me vino 'Nowhere Man', letra y música, absolutamente todo.»
«Think for Yourself», según Harrison (autor de la canción) está inspirada «probablemente en el gobierno». En el tema, McCartney tocó su bajo Rickenbacker 4001 con una caja de distorsión para conseguir un efecto fuzz, algo innovador para la época. En el tema también se destaca la utilización de un piano eléctrico que, de acuerdo con el escritor Ian MacDonald, es probablemente tocado por Lennon. Otra innovación se llevó a cabo en «The Word», donde la producción utilizó un procesamiento de sonido electrónico en los instrumentos, dándoles un efecto distintivo que pronto se hizo muy popular en el género de la música psicodélica. Musicalmente, la canción se basa en un ritmo con pocos cambios de acordes y una melodía simple. También, cuenta con la colaboración de George Martin tocando el armonio. Ha sido citada como una de las primeras canciones en que The Beatles escribían sobre el amor en términos más abstractos. Durante una entrevista, Lennon habló sobre la composición de la canción, «Escribimos 'The Word' juntos [Lennon y McCartney], pero es sobre todo mía. La letra habla de (...) volverse inteligente. Es la época de la marihuana. Es el amor, todo aquello de amor y paz. La palabra ('The Word') es 'amor' ¿no?» McCartney dijo sobre la canción, «A John y a mí nos gustaba hacer canciones con una sola nota como en «Long Tall Sally». Lo hicimos en 'The Word'.»

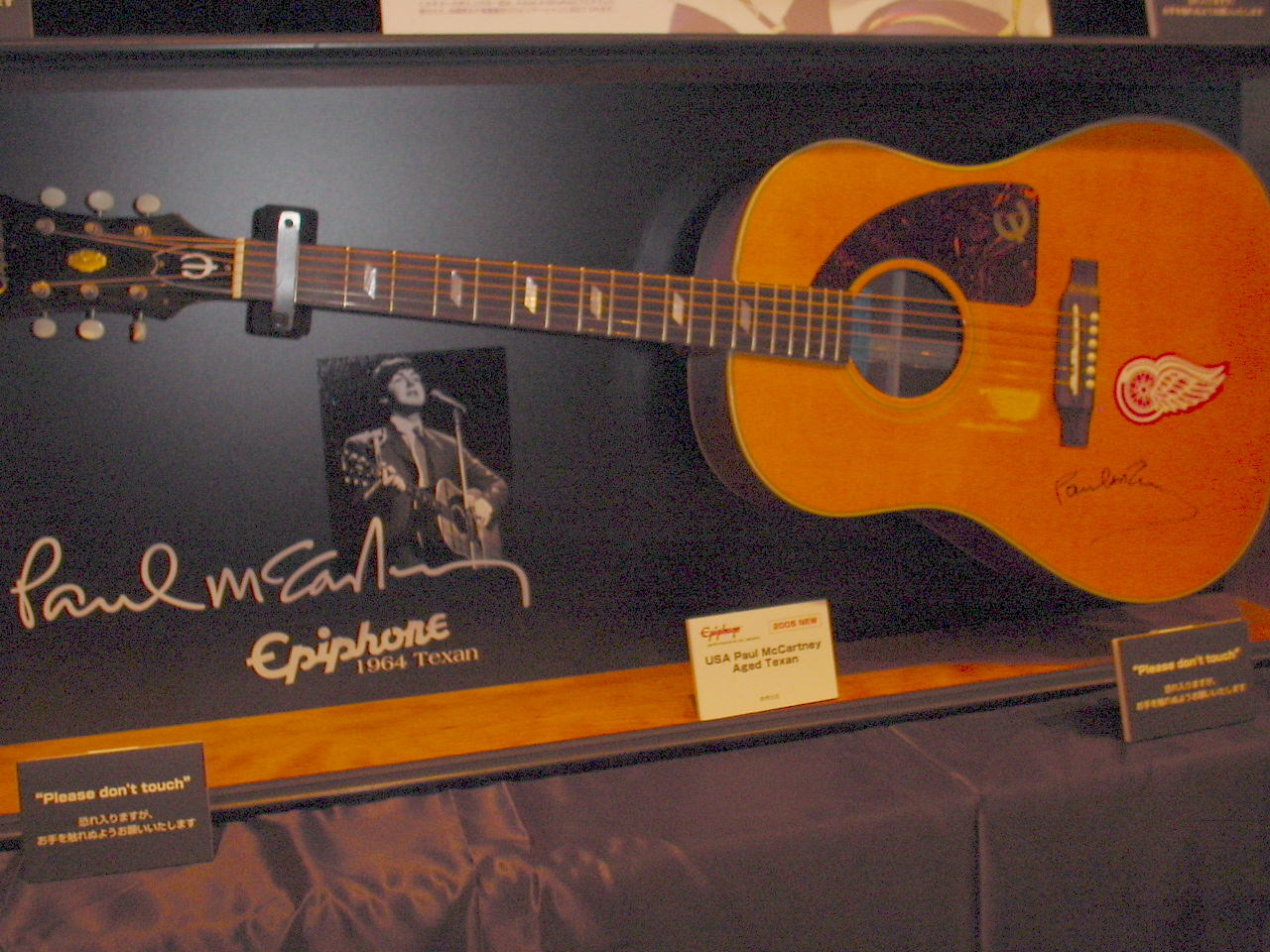
Réplica de una Epiphone Texan, guitarra tocada por McCartney en «Michelle».

La canción «Michelle», compuesta principalmente por McCartney, es una balada acústica, en la que se destaca la utilización de líneas en francés. McCartney lo explicó diciendo, «Tenía ganas de escribir algunas palabras en francés (...) Tenía un amigo cuya mujer enseñaba francés (...) y le pregunté qué podíamos poner en ese idioma. Y pusimos 'palabras que ligan bien' («Sont les mots qui vont très bien ensemble », —verso de la canción—).» El distintivo sonido de la guitarra (una Epiphone Texan tocada por McCartney) fue logrado utilizando una técnica similar al fingerpicking, cuyo sonido dejó sorprendido a McCartney después de oír una canción de Chet Atkins. «What Goes On», una canción que Lennon había compuesto desde sus días con The Quarrymen, fue incluida en Rubber Soul después de que Starr y McCartney compusieran juntos una nueva parte central de ocho compases. En el tema se refleja las influencias country de Starr, coautor y vocalista de la canción. Unterberger elogió el papel de Harrison en la guitarra, que «de nuevo lo marca como el mejor discípulo de Carl Perkins,» el trabajo de guitarra es de hecho similar al de «Everybody's Trying to Be My Baby», una canción de Perkins y versionada por The Beatles en su álbum Beatles for Sale.
«Girl», una balada acústica compuesta por Lennon, describe los problemas de un chico a causa de un amor no correspondido. El apoyo de los puentes de la canción es un estribillo cantado por Lennon, mientras que McCartney y Harrison en varias ocasiones cantan una sílaba para la percusión vocal (que se supone que es «dit-dit-dit-dit», pero decidieron cantar «tit-tit-tit-tit» como una broma [la traducción de «tit» es «teta» al español]). Hay rumores acerca de que las respiraciones profundas en el coro simbolizan una inhalación larga de marihuana. «I'm Looking Through You» fue otra canción compuesta sobre Jane Asher, reflejando la insatisfacción de McCartney por la relación. El tema contiene una inusual percusión creada repiqueteando una caja de cerillas con los dedos, según reveló Starr a un escritor. Algunas fuentes indican que el mismo Starr tocó un órgano Hammond, instrumento inusual para el batería de la banda. La siguiente canción «In My Life», considerada una de las mejores canciones de The Beatles, fue compuesta por Lennon inicialmente como un poema, en el que mencionaba cada uno de los lugares importantes de su infancia. Sin embargo, encontró esto algo ridículo y reelaboró algunos pasajes de la letra con la ayuda de McCartney. De acuerdo con el amigo y biógrafo de Lennon, Peter Shotton, las líneas «Algunos [amigos] han muerto, otros están vivos/En mi vida los he amado a todos» se refieren a Stuart Sutcliffe (quien murió en 1962) y al mismo Shotton. En la parte central de la canción, se incluye un solo de piano tocado por George Martin, para crear un «sonido barroco». Martin escribió la parte del solo influenciado por Bach. McCartney explicó que el tema está en parte inspirado en la melodía de las canciones de Smokey Robinson and The Miracles.
«Wait», una composición de Lennon—McCartney, originalmente aparecería en el álbum Help!, pero terminó incluyéndose en Rubber Soul. Se destacan los arreglos de percusión de Starr, con la inclusión de las maracas y una pandereta. La penúltima canción del álbum, «If I Needed Someone», fue escrita por Harrison influenciado por la música de The Byrds, especialmente en el riff de «The Bells of Rhymney». El último tema «Run for Your Life», fue escrito por Lennon y declaró que era su «canción menos favorita de The Beatles» durante una entrevista de 1973, en contraste con Harrison, para quien era una de sus favoritas de Lennon en el álbum. El narrador la canta de manera amenazante hacia su novia (a la cual llama 'pequeña chica' en la canción), exclamando «Preferiría verte muerta, muchacha/Antes que con otro hombre». La línea fue tomada de la canción de Elvis Presley «Baby, Let's Play House» escrita por Arthur Gunter.

## Título y portada
El título del álbum fue concebido por McCartney después de oír por casualidad la opinión de un cantante negro de blues, quien había dicho que Mick Jagger cantaba como un hombre con «alma de plástico» (en inglés «plastic soul»). Lennon había confirmado esto en una entrevista con la revista Rolling Stone en 1970, afirmando: «El título fue una creación de Paul (...) significando alma inglesa. Era solo un juego de palabras». Al final de la toma uno de «I'm Down», publicada en el álbum recopilatorio Anthology 2, puede oírse a McCartney diciendo: «Plastic soul, man. Plastic soul...»
La foto de The Beatles en la portada del álbum aparece alargada. McCartney relata la historia que hay tras ello en el documental The Beatles Anthology. El fotógrafo Robert Freeman había tomado algunas fotos del grupo en los alrededores de la casa de Lennon en Weybridge. Después, se las enseñó a la banda proyectadas en una cartulina, para simular cómo quedaría en una portada de un álbum. En ese momento, parte de la cartulina se inclinó hacia atrás, haciendo que la imagen se deformase y alargase. Entusiasmados por el efecto, The Beatles exclamaron: «¡Ah! ¿Podemos tenerla así? ¿Puedes reproducirla tal cual?», asintiendo Freeman que sí podía hacerlo.
Las letras inconfundibles del título de la portada fueron diseñadas en Londres por el director artístico Charles Front, quien fue reclutado para este trabajo por el propio fotógrafo Robert Freeman. El estilo empleado en las letras por Front fue muy imitado por otros artistas durante la época del flower power, aunque nunca se le reconoció a Front su contribución original al diseño creado por él.
El rótulo original de las letras fue subastado por la casa Bonhams en 2007, con un precio de salida inicial de 10 000 libras esterlinas, después de que permaneciera en un cajón del ático de Front durante 42 años.
Las letras del título del álbum aparecieron saturadas de diferente color en la versión estadounidense de Rubber Soul, mostrándolas en un rico color marrón chocolate o en un color más bien dorado, dependiendo del lugar donde se había prensado la funda del disco, a diferencia de la edición británica, que eran de color anaranjado.
Rubber Soul fue el primer álbum de The Beatles en el que no aparecía el nombre de la banda en la portada del disco. Aunque no había sido la primera vez que sucediera esto en la historia del pop/rock (ya lo habían hecho antes Elvis Presley, Them y The Rolling Stones),[cita requerida] publicar un álbum sin el nombre del artista en la portada del disco no era corriente en 1965.[cita requerida] Futuros álbumes de The Beatles, que incluían Revolver, Abbey Road, Let It Be y la recopilación americana Hey Jude, también saldrían al mercado sin las palabras «The Beatles» en la portada. Por contraste, el álbum doble The Beatles, comúnmente llamado Álbum Blanco, contenía solo el nombre del grupo en relieve en su portada blanca.

## Lanzamiento
El sexto álbum de estudio, Rubber Soul, fue lanzado el 3 de diciembre de 1965 en el Reino Unido
por el sello Parlophone. Entró en las listas británicas el 11 de diciembre, y el 25 de diciembre alcanzó el primer lugar. Permaneció ocho semanas en el número uno, y se mantuvo en las listas de éxitos durante un total de 42 semanas. Los pedidos por adelantado alcanzaron los 500.000 discos. Se vendieron 750.000 en el Reino Unido y alrededor de 3,000,000 en todo el mundo.
Al igual que en los álbumes With The Beatles y Beatles for Sale, ninguna canción perteneciente a Rubber Soul fue publicada como sencillo en el Reino Unido. Sin embargo, se lanzó el sencillo de doble lado A «We Can Work It Out»/«Day Tripper», que fue grabado durante las sesiones del álbum. El sencillo se publicó el mismo día que Rubber Soul, tanto en el Reino Unido como en Estados Unidos, y alcanzó en número uno de las listas británicas de éxitos.
Las canciones «Nowhere Man», «Drive My Car», «Michelle» y «You Won't See Me» se extraerían de este álbum para ser publicadas en el EP Nowhere Man, editado el 8 de julio de 1966. Sería la última vez que se procediese de esta manera, pues el formato EP dejaba de ser popular para el público en favor del LP.
Tanto los temas «If I Needed Someone» y «Nowhere Man» formaron parte del repertorio de The Beatles en sus conciertos posteriores a diciembre de 1965. «If I Needed Someone» se convirtió en la primera y única canción compuesta por Harrison interpretada en vivo por el grupo.

### Estados Unidos
En los Estados Unidos, Rubber Soul fue lanzado el 6 de diciembre por Capitol Records, y entró en las listas de éxito el día de Navidad, donde permaneció durante 59 semanas. A partir del 8 de enero de 1966, el álbum pasó seis semanas consecutivas en el número uno. Se vendieron 1,2 millones de copias en nueve días a partir de su publicación. Desde su lanzamiento, el álbum ha sido certificado 6 veces platino por la RIAA, incluyendo las ediciones posteriores del álbum.
Como sucedió con otros álbumes de The Beatles anteriores al Sgt. Pepper, las configuraciones británica y estadounidense de Rubber Soul fueron muy diferentes. En la versión británica del álbum se incluyeron 14 canciones; sin embargo, en los Estados Unidos, Capitol Records lo redujo a un total de 12 canciones, omitiendo «Drive My Car», «Nowhere Man», «What Goes On» e «If I Needed Someone». En su lugar se añadieron dos canciones que no habían sido utilizadas en la versión americana de Help!: «I've Just Seen a Face», que abrió el álbum, e «It's Only Love». Las canciones que desaparecieron de la versión estadounidense serían posteriormente editadas en Yesterday and Today. De esta variación en su cancionero resultó un álbum de menos duración, quedándose en 29 minutos y 59 segundos. La versión estadounidense tenía, asimismo, un falso comienzo al inicio de «I'm Looking Through You», debido a la mezcla diferente que se hizo de esta canción en Estados Unidos.

### Reediciones
El álbum sería reeditado de 1978 como parte de la caja recopilatoria The Beatles Collection, en su versión estéreo. Nueve años después, la versión original británica del álbum sería lanzada mundialmente en formato CD. Tras la reedición, el álbum volvió a entrar a las listas de éxitos durante tres semanas.
Las mezclas estereofónica estándar y la original monofónica estadounidenses volvieron a ser publicadas en CD como parte integrante de The Capitol Albums Vol. 2, publicada internacionalmente en 2006.
Fue relanzado mundialmente en 2009 en la caja recopilatoria The Beatles Stereo Box Set, después de pasar por un proceso de remasterización. En esta versión se incluye un mini-documental sobre el álbum. La versión monoaural y también remasterizada, fue incluida en The Beatles in Mono el mismo año. La reedición estéreo hizo volver al álbum a las listas de éxitos de varios países alrededor del mundo.

## Recepción
Rubber Soul fue recibido de manera positiva por los críticos, y es a menudo citado como uno de los mejores trabajos de la banda, como el punto en que el sonido de The Beatles comenzó a evolucionar. César Luquero de la revista Rolling Stone escribió en su reporte, «Rubber Soul resultó ser una obra capital. Lo fue para The Beatles, cuyo talento no dejaba de expandirse y empezaba a demandar otras voces, otros ámbitos (...) El demencial ritmo de trabajo y el engorro de la fama parecían no afectar a Lennon y McCartney, que fueron capaces de completar un disco sobresaliente, esta vez sin versiones, y con dos partituras firmadas por Harrison (...) Es su primer álbum de una pieza, uno de los mejores». Daryl Easlea de la BBC señaló en su revisión, «Aunque no es el gran salto estilístico que representan sus siguientes cuatro álbumes, Rubber Soul recalcaba que, para The Beatles, el mop-top había terminado y los asuntos más serios estaban por venir», y en lo particular elogió la canción «In My Life», llamándola una de «las piezas clave de Lennon» y denominó al solo de piano tocado por Martin como «hermoso».
Pitchfork Media llamó al álbum «el salto artístico más importante en la carrera de The Beatles,» y escribió que fue el momento en que el grupo «marcó un alejamiento de la Beatlemanía y las fuertes demandas del pop adolescente, hacia una mayor introspección, temas de adultos.» Y le concedió al álbum una valoración de 10.0. Paul Du Noyer de Blender, dedicó su reporte principalmente a la evolución lírica que mostró el álbum: «Su talento ya era una fuente de maravillas, pero ahora las canciones estaban volviéndose misteriosas. Bajo la influencia de Bob Dylan —y, podría decirse, la marihuana— los Fab Four ataron sus melodías con nueva introspección, juegos de palabras y comentarios sociales. Los profesores universitarios y los columnistas de los periódicos comenzaron a analizarlos.» La misma publicación concedió al álbum la valoración del máximo de cinco estrellas. Richie Unterberger de AllMusic comentó que «las letras [del álbum] representan un salto cualitativo en términos de seriedad, madurez y complejidad», y le dio el total de cinco estrellas.
Tras su lanzamiento, el álbum ha aparecido en distintas listas de los críticos y de encuestas realizadas sobre los mejores álbumes de la historia. En 1974, NME lo colocó como el 15.º mejor álbum de la historia, mientras que en 2006 lo hizo en el número 20 de los mejores álbumes británicos. La revista Mojo, en una lista similar, lo colocó en el número 27 y VH1 en el sexto puesto en su programa de «los mejores álbumes del rock and roll». También fue incluido en el libro de Robert Dimery de los 1001 álbumes que debes oír antes de morir. En 1997, Rolling Stone denominó al álbum como una de las «200 grabaciones esenciales del rock», y seis años después lo colocó en el quinto puesto de su lista de los 500 mejores álbumes de todos los tiempos, siendo el tercer mejor puesto de un álbum de The Beatles en la lista, solo por detrás del Sgt. Pepper's (n.º1) y Revolver (n.º3). En 1966, la canción «Michelle» ganó el premio Grammy por Canción del año. Mientras que en el año 2000, Rubber Soul fue incluido en el Salón de la fama del Grammy.[cita requerida]

## Legado
Desde su lanzamiento, el álbum se convirtió en un clásico. Posteriormente a su lanzamiento, Lennon dijo que este fue el primer álbum en el que The Beatles estaban en completo control creativo durante la grabación, con un tiempo de estudio suficiente como para desarrollar y perfeccionar nuevas ideas de sonido. El álbum tuvo una gran influencia en Brian Wilson, líder de la banda estadounidense The Beach Boys, para crear el aclamado álbum Pet Sounds, comentando, «En diciembre de 1965, escuché el álbum Rubber Soul de The Beatles. Definitivamente fue un reto para mí. Vi que cada corte era artísticamente muy interesante y estimulante. De inmediato me puse a trabajar en las canciones de Pet Sounds.» En mayo de 2011, Brian Wilson afirmó al periódico británico The Sun, que Pet Sounds no le parecía tan bueno como Rubber Soul, afirmando también que Rubber Soul es el mejor álbum de todos los tiempos.
AllMusic señala que Rubber Soul es «una de las grabaciones clásicas del folk rock». También, se convertiría en una influencia temprana del rock psicodélico —más directamente con la canción «The Word»— y el movimiento del flower power. En 2005, con el fin de conmemorar el 40.º aniversario del lanzamiento del álbum, distintas bandas de música indie realizaron un álbum tributo llamado This Bird Has Flown – A 40th Anniversary Tribute to the Beatles' Rubber Soul.
A «Norwegian Wood» se le acredita generalmente como la primera grabación pop en utilizar un sitar real, aunque innovaciones de este tipo ya habían sido utilizadas anteriormente por bandas como The Kinks y The Yardbirds. El inusual sonido del nuevo instrumento hizo estallar una locura musical a mitad de la década de 1960 —una moda que daría lugar después a los géneros del raga rock y el Indian rock. En álbumes posteriores Harrison volvería a tocar el sitar, como «Within You Without You» y «Love You To». El tema inspiraría a Dylan para componer su tema «4th Time Around» un año después, y a The Rolling Stones para su hit «Paint It, Black».[cita requerida]

## Lista de canciones

### Lanzamiento británico
Todas las canciones escritas y compuestas por Lennon—McCartney, excepto donde está anotado. 
| Cara 1 |                                        |                     |          |  |
| N.º    | Título                                 | Vocalista principal | Duración |  |
| 1.     | «Drive My Car»                         | McCartney y Lennon  | 2:25     |  |
| 2.     | «Norwegian Wood (This Bird Has Flown)» | Lennon              | 2:04     |  |
| 3.     | «You Won't See Me»                     | McCartney           | 3:26     |  |
| 4.     | «Nowhere Man»                          | Lennon              | 2:44     |  |
| 5.     | «Think for Yourself» (Harrison)        | Harrison            | 2:19     |  |
| 6.     | «The Word»                             | Lennon              | 2:44     |  |
| 7.     | «Michelle»                             | McCartney           | 2:43     |  |
| 18:25  |                                        |                     |          |  |

| Cara 2 |                                           |                     |          |  |
| N.º    | Título                                    | Vocalista principal | Duración |  |
| 1.     | «What Goes On» (Lennon—McCartney—Starkey) | Starr               | 2:51     |  |
| 2.     | «Girl»                                    | Lennon              | 2:34     |  |
| 3.     | «I'm Looking Through You»                 | McCartney           | 2:27     |  |
| 4.     | «In My Life»                              | Lennon              | 2:30     |  |
| 5.     | «Wait»                                    | Lennon y McCartney  | 2:20     |  |
| 6.     | «If I Needed Someone» (Harrison)          | Harrison            | 2:22     |  |
| 7.     | «Run for Your Life»                       | Lennon              | 2:20     |  |
| 17:14  |                                           |                     |          |  |

### Lanzamiento estadounidense
La versión americana cuenta con 12 canciones, omitiendo «Drive My Car», «Nowhere Man», «What Goes On» e «If I Needed Someone» de la versión original británica. Se incluyeron dos canciones publicadas en la versión británica de Help! y que fueron excluidas en la americana, «I've Just Seen a Face» e «It's Only Love», las cuales abren cada cara del álbum.

Todas las canciones escritas y compuestas por John Lennon-Paul McCartney, excepto donde esta anotado. 
| Cara 1 |                                        |                     |          |  |
| N.º    | Título                                 | Vocalista principal | Duración |  |
| 1.     | «I've Just Seen a Face»                | McCartney           | 2:27     |  |
| 2.     | «Norwegian Wood (This Bird Has Flown)» | Lennon              | 2:05     |  |
| 3.     | «You Won't See Me»                     | McCartney           | 3:22     |  |
| 4.     | «Think for Yourself» (George Harrison) | Harrison            | 2:19     |  |
| 5.     | «The Word»                             | Lennon              | 2:43     |  |
| 6.     | «Michelle»                             | McCartney           | 2:42     |  |
| 15:18  |                                        |                     |          |  |

| Cara 2 |                           |                     |          |  |
| N.º    | Título                    | Vocalista principal | Duración |  |
| 1.     | «It's Only Love»          | Lennon              | 1:55     |  |
| 2.     | «Girl»                    | Lennon              | 2:33     |  |
| 3.     | «I'm Looking Through You» | McCartney           | 2:31     |  |
| 4.     | «In My Life»              | Lennon              | 2:27     |  |
| 5.     | «Wait»                    | Lennon y McCartney  | 2:16     |  |
| 6.     | «Run for Your Life»       | Lennon              | 2:18     |  |
| 13:50  |                           |                     |          |  |

## Personal
The Beatles
- John Lennon: voz solista, armonía vocal, segunda voz en «Michelle»; guitarra rítmica acústica, guitarra rítmica, guitarra acústica en «Girl», órgano en «Think for Yourself», pandereta en «Drive my Car».
- Paul McCartney: voz solista, segunda voz, armonía vocal; bajo (regular, y con efecto fuzz en «Think for Yourself»); piano; guitarras acústica y solista en «Michelle», guitarra rítmica acústica en «I'm Looking Through You».
- George Harrison: voz solista, segunda voz, armonía vocal; guitarra solista; guitarra solista acústica en «Girl»; sitar en «Norwegian Wood (This Bird Has Flown)».
- Ringo Starr: voz solista en «What Goes On»; batería, charles en «You Won't See Me», cencerro en «Drive My Car», crótalos en «Norwegian Wood (This Bird Has Flown)»; maracas; campanillas en «In My Life»; órgano en «I'm Looking Through You».

Otros
- Mal Evans: órgano Hammond en «You Won't See Me».
- George Martin: armonio en «The Word» e «If I Needed Someone», piano vertical en «In My Life».

Producción
- George Martin: producción y mezclas.
- Norman Smith: ingeniero de sonido y mezclas.
- Stuart Eltham: ingeniero de sonido en «In My Life».
- Ken Scott: 2.º ingeniero de sonido y mezclas.
- Phil McDonald: 2.º ingeniero sonido en «Run for Your Life», y de sonido y mezclas en «Wait».
- Mike Stone: 2.º ingeniero de sonido en «In My Life», y de mezclas en «The Word».
- Graham Platt: 2.º ingeniero de sonido en «What Goes On».
- Ron Pender: 2.º ingeniero de mezclas.
- Richard Lush: 2.º ingeniero de mezclas.
- Jerry Boys: 2.º ingeniero de mezclas.

Otros
- Robert Freeman: fotografías de la portada y contraportada del álbum.

## Posición en las listas de éxitos
| País                         | Lista (1965-66)     | Posición más alta | Semanas en la 1.ª pos. |
| ---------------------------- | ------------------- | ----------------- | ---------------------- |
| Reino Unido                  | Record Retailer     | N.º 1             | 8                      |
| Reino Unido                  | New Musical Express | N.º 1             |                        |
| Reino Unido                  | Melody Maker        | N.º 1             |                        |
| Estados Unidos (Versión USA) | Billboard           | N.º 1             | 6                      |
| Estados Unidos (Versión USA) | Record World        | N.º 1             |                        |
| Estados Unidos (Versión USA) | Cash Box            | N.º 1             |                        |

## Certificaciones
| País           | Certificación | Ventas     | Última certificación |
| -------------- | ------------- | ---------- | -------------------- |
| Alemania       | Oro           | 100 000+   | 1993                 |
| Canadá         | 2× Platino    | 160 000+   | Marzo de 1995        |
| Estados Unidos | 6× Platino    | 6 000 000+ | Enero de 1997        |

## Historial de los lanzamientos
Los datos están de acuerdo con el sitio Discogs.
| País                         | Fecha                   | Discográfica               | Formato      | Catálogo                                                    |
| ---------------------------- | ----------------------- | -------------------------- | ------------ | ----------------------------------------------------------- |
| Reino Unido                  | 3 de diciembre de 1965  | Parlophone                 | LP           | PMC 1267 (mono) PCS 3075 (estéreo)                          |
| Estados Unidos · Canadá      | 6 de diciembre de 1965  | Capitol Records            | LP           | T 2442 (mono) (Versión USA) ST 2442 (estéreo) (Versión USA) |
| Francia                      | 1965                    | Odeon                      | LP           | OSX 232                                                     |
| Alemania                     | 1966                    | Odeon                      | LP           | SMO 84 066                                                  |
| Australia                    | 1965                    | Parlophone                 | LP           | PCSO 3075                                                   |
| México                       | 1966                    | Capitol Records            | LP           | LEM-020                                                     |
| Estados Unidos               | 1978                    | Capitol Records            | LP           | SW-2442 (Versión USA)                                       |
| Unión Europea Estados Unidos | 1987                    | Parlophone Capitol Records | CD           | CDP 7 46440 2                                               |
| Unión Europea Estados Unidos | 9 de septiembre de 2009 | Parlophone Capitol Records | CD (remast.) | 0946 3 82418 2 9 (estéreo)                                  |
| Unión Europea Estados Unidos | 9 de septiembre de 2009 | EMI Records                | CD (remast.) | (mono)                                                      |

| Predecesor: The Sound of Music (B.S.O.)                                   | Record Retailer - Álbum n.º 1 25 de diciembre de 1965 - 12 de febrero de 1966 | Sucesor: The Sound of Music (B.S.O.)                                   |
| Predecesor: Whipped Cream & Other Delights de Herb Alpert's Tijuana Brass | Billboard Top LPs - Álbum nº1 8 de enero - 12 de febrero de 1966              | Sucesor: Whipped Cream & Other Delights de Herb Alpert's Tijuana Brass |